# Skannibal Party

Logo der Samplerreihe (hier: Skannibal Party 9)

Skannibal Party ist eine internationale Samplerreihe von Künstlern aus der Ska- und Ska-Punk-Szene. 
Bisher sind 13 CDs bei Mad Butcher Records’ Sublabel Black Butcher Records erschienen. Die Serie startete 2002.

## Hintergrund
Der Sampler erscheint in regelmäßiger Folge, fast jedes Jahr erscheint ein neuer Sampler mit 20 bis 23 unterschiedlichen internationalen Bands. Der Sampler wird zu einem günstigen Preis angeboten. Musikalisch werden alle Ska-Stile bedient, das heißt sowohl Early Reggae, traditioneller Ska, Offbeat bis hin zum schnelleren Ska-Punk. Der Schwerpunkt liegt auf Underground-Bands, doch sind auch bekanntere Namen wie Talco, Scrapy oder Pioniere wie Die Tornados vertreten. Die Cover der CDs sind antifaschistisch gehalten und sollen der Internationalität der Ska- und Skinhead-Szene Rechnung tragen. Ein oder mehrere weiße Nazi-Skinheads werden von einem oder mehreren Schwarzen (oft in skatypischen Anzügen) auf verschiedene Arten drangsaliert. Ferdinand Praxl vom Ox-Fanzine bemängelt, dass sich die Zeichner der Artworks dabei selbst rassistischer Bildsprache bedienen.

## Diskografie

### Skannibal Party
Skannibal Party erschien am 3. September 2002.
1. Regatta 69 – G-Man
2. The Kingpins – Mano, Viens Danser Le Ska
3. Skaliners – Face It
4. Archita – Sakatafascio
5. The Agents – Phycho Mick
6. Corey Dixon & The Zwooks – Got All My Life
7. Stiliti – Vivo
8. Dr. Raju – Johnny to Bad
9. The Planet Smashers – Life of the Party
10. Skip It – Skip It
11. Bim Skala Bim – Pete Needs a Friend
12. Dynamo Ska – Baby Undress
13. Rudi Mentali – My Mouth
14. Dr. Woggle & the Radio – 10 9 8 7 6
15. Sgorgo – Nobody Help
16. The Blaster Master – Pocket
17. Skaferlatin – En Avant!
18. Steady Earnest – Reckon
19. Enjoint – Revolution Ska
20. The Amphetameanies – Last Night
21. Scrapy – Skinheads, Boots & Reggae

### Skannibal Party 2
Skannibal Party 2 erschien am 9. September 2002.
1. General Rudie – So Much
2. beNUTS – Pedro
3. Kalles Kaviar – Perfidious Game
4. Ska War – Case
5. The Mood – We All Are One
6. The Special Guests – Forget It
7. The Starlites – 1969
8. Ruskabank – My Friends
9. Orobians – Pugni Chiusin
10. The Xplosions – Big Thing
11. Banana Peel Slippers – Too Much
12. Blister – Goin’ Insane
13. Furillo – Got Run Over
14. The Braces – Now You’re Here
15. Les Liquidators – Ville Morte
16. Dave Strabs & The Radiators – Miss Brown
17. Rimozionekoatta – Senza Tregua
18. Mr. T-Bone & His Jamaican Liberation Orchestra – Take Care
19. Die Tornados – Beautiful Paradise
20. Open Season – Rocksteady Fever
21. Rollings – Action

### Skannibal Party 3
Skannibal Party 3 erschien am 15. Dezember 2003
1. Ska-j – In the Mood for Ska
2. Bluekilla – Horseman Style
3. Rebelation – No Love
4. Go Jimmy Go – Mama Bird
5. Pama International – Truly Madly Deeply
6. Un Kuartito – Prende
7. Western Special – See Them Drop
8. Backy Skank – Stanley Kubrick
9. Deals Gone Bad – No More Trip
10. Pressure Cooker – Seven Years
11. No Life Lost – Was solls
12. Mr. Steady Dudes – Give Me a Lite
13. Smoke Like a Fish – Death of an Angel
14. Speakeasies – Top Ranking
15. The Uptowners – Donkey Tail
16. Honey Shop Screamers – Pencil
17. The Baboonz – Down on Their Luck
18. Dog Almighty – I Could Never Trust Another Woman in My Life
19. Yardshaker – Treat Me Right
20. Club 99 – Spacciatore Di Cacao
21. The Pietasters – How We Were Before

### Skannibal Party 4
Die vierte Ausgabe des Samplers erschien am 13. September 2004.
1. Steady Ups – Melany
2. The Skatoons – Kotzen
3. Shots in the Dark – More Fire
4. Froglegs – You and Me
5. Mass Hysteria – Please Please Please
6. Venus Hill – Live Now
7. Adji – Bloodaman
8. Outrage – Meme Combat
9. The Riffs – Ash in your Hair
10. Lost Banditoz – Sugar Dumplin
11. Talco – Notti Cilene
12. The Chancers – 007 Skaparty
13. Umbrella Bed – Grim Grim Cha Cha
14. Sir Randha – Centroamerica
15. Plowking – Candy Girl
16. The Moon Invaders – Love Her Soul
17. The Liquidators – Rude Boys Bar
18. After Hours – Man Hearted Woman
19. Sheep’s E-Band – Noise to the World
20. Yellow Umbrella – I Will
21. King Django & The Scrucialists – Really
22. Ginsengbonbons – 3 Wetter Tough

### Skannibal Party 5
Skannibal Party 5 erschien 2005.
1. Two And A Half White Guys – Brown Eyed Girl (3:44)
2. Greg Milke Growe – Are You Ready? (3:54)
3. Desorden Público – Gorilion (3:39)
4. Papas Ni Pidamos – La Flor (3:40)
5. Coffee Makers – Por Que? (3:30)
6. Dinamo – Quarteto Chanson (3:16)
7. Shanty Town – Sweet & Loudown (5:16)
8. Flip the Switch – Punkrockgirl (2:17)
9. Los Dingos – Looking Back (2:35)
10. Lord Skalipsoul & The Skalibu All Stars – Tommy’s Irie New Recipe (3:00)
11. Obrint Pas – La Flama (3:42)
12. The Barrymores – Why So Much Hatred (2:54)
13. Dandy Fever – Cara A Min (3:58)
14. No Respect – We Stand Alone (3:09)
15. Dulces Diablitos – Maldita Ambicon (2:31)
16. Discipulos De Otilia – Sin Dinero No Hay Amigos (3:32)
17. Supatones – Choose Life (2:34)
18. Too Hot – Too Hot in the City (2:37)
19. Bad Shakyn – I Love You So (4:24)
20. The Pepper Pots – My Little Girl (2:39)
21. Lost Propelleros – Kako Da Kazem Da Odlazim (3:12)
22. Skalpel – Prosperity (2:48)

### Skannibal Party 6
1. Arpioni – Malacabeza
2. Hopalong Knut – Suppe
3. The Understudies – True Hate
4. Los Fastidios – 3Tone
5. Los Hooligans – Any Other Day
6. The Nicks – I Suck
7. Babylove & The Van Dangos – The Road Ahead
8. Patchanka – Set Things in Motion
9. The Expos – To Be in Love Under the Rain
10. Q-Ball – Chick Checker
11. Vallanzanska – Si Si Si No No No
12. The B-Soul All Stars – Feel Like Jumping
13. Stan & Itchy – Russian Cow
14. The Clerks – The Roots
15. Dr. Octopus – 6th Sense
16. Alpha Boy School – One More Chance
17. The Upsessions – Jackie Miller Down
18. Dick Diamond – No Need for Medication
19. The Lemon Squeezers – Favola
20. Debonaires – Interrupted
21. The Bustups – Rude Girls Club

### Skannibal Party 7
1. Sadies Doll – Mr. Marigold
2. Skapoint – Change It
3. Jahmila – Children
4. Los Placebos – Riddim ’94
5. Magic Lord & The Mighty Drakkars – Freedom Train
6. Sin Sospechas – El Monstruo
7. Los Pedardos – Deballonne
8. Steamy Dumplings – Steamy D
9. Spy Kowlik – Jessica
10. Loaded – Love Will Stand
11. Gasparazzo – Mesci Do’ Tazz’ E Rulla Nu Truzz
12. After Management League – Cold Feet
13. Plenty Enuff – Palestine
14. Contra Coup – Together as One
15. Cuban B – You Are Not Invited
16. Ki Sap – Where You Go
17. The Streamers – Jazzy Tunes
18. Meow Meows – Ba Ba Baroo
19. Skaff-Links – Amakakeru
20. The Prizefighters – You Got It All Wrong
21. Guadalajara – Oh Baby

### Skannibal Party 8
1. Dirty Revolution – I Love Reggae
2. Green Room Rockers – Endure
3. Asesinos Cereales – Sin Fronteras
4. Heavy Step – No Luck
5. Paso – Joseph
6. Redska – Laghi Di Sangue
7. Joe Ferry – I Remember Tommy
8. The Offenders – Hooligan Reggae
9. RSO – Gasgeruch
10. Makako Jump – Agosto
11. Joker Face – Don’t Turn Away
12. The Locos – Su Indiferencia
13. The Impalers – Replacement Boy
14. The Skankaroos – Ska Music
15. Escoret – With You
16. Jimmy The Squirrel – We Throw
17. Rafiki – System
18. Acapulco Gold – Perfidia
19. The Invaders – Where Ya Gone
20. Robb Blake – Mistake
21. Heatmakers – Leffe Galore
22. Prague Ska Conspiracy – Life on Ropes

### Skannibal Party 9
1. Bobby Pins & The Saloon Soldiers – Streets of Soul
2. Oferta Especial – Familia Y-Real
3. Los Guanabana – Descarga
4. CCTV Allstars – Look Me in the Eyes
5. The Jackanapes – Figure It Out
6. Discoballs – Melody
7. Mustard Plug – Hit Me! Hit Me!
8. The Oldians – Moonriver
9. Resolution 242 – Bullets in the Ground
10. Andrew Diamond – My Radio
11. Cantiniero – Asfalto Cemento
12. La Familia Torelli – Quizàs, Quizàs, Quizàs
13. Something to Do – Bad Boyfriend
14. Askatasuna – Cecità
15. 7 Seconds of Love – Miss U
16. Socialites – Love Ain’t Easy
17. Cartoon Violence – Attic
18. Don Segundo – Censura
19. Contratempo – Push Push
20. The Pinstripes – Rest My Head
21. Radio Babylon – Jose Resistera

### Skannibal Party 10
1. Wareika Hill – Upward & Onward
2. Ruder Than You – Give the People What They Need
3. One Night Band – Let It Go
4. Sigi Maron – Stö da Fua du bist oid
5. Sao Paulo Ska Jazz – Sao Paulo
6. Pinatubo Bay – Make It Right
7. The Riffs – Life of Crime
8. The Penguins – Pass Me One More
9. The Roosterz – 24-7
10. Mel Pit & His Soul Ska Riders – In a Little Bit
11. Lukas Sherfey – If Just My Heart Was Turning
12. Bankrobbers – Skinhead Ballad
13. Dr. Jau & The Peanut Vendors – Lies Hurt
14. Original High Five – Punk Rock Festival
15. Dirty Soul Riders – DSR Are in Town
16. John Player Special – Knocking on Wood
17. Ephraim Juda – Sawn
18. Union Street – Best Night
19. Thorpedians – Remember
20. El Gran Miercoles – Johnson City
21. The Soulsteppers – The Feeling Is Real
22. The Skapitanos – By My Side
23. T.U.G.G. – Don’t You Go

### Skannibal Party 11
1. Nerd Academy – Keep the Fire Burning
2. The One Droppers – Shake Your Legs
3. Falsa Cubana – Negrita
4. Ramazuri – Schlagen
5. Satelite Kingston – El Enemigo
6. Suburban Legends – Emergency
7. Groovin Jailers – One Night
8. Las Melinas – Margarita
9. El Ultimo Skalon – Cae La Noche
10. Prince Perry – Walking on the Moon
11. The Feet and Tones – Khatmandu
12. Jim Murple Memorial – Work Song
13. Keyser Soze – Never Doubt It
14. The Magnetophones – Sad Song
15. The Liners – Esperando Por Ti
16. The Mighty Fishers – Hypnotic Eyes
17. Hypocondriacs – Everybody Should Know
18. Bobby Sixkiller – Honey
19. The Dropsteppers – Foolish Pride
20. Kevin Batchelor – Leave It Alone
21. Rebel Spell – Un Tipo Singular
22. The Upsttemians – Agree

### Skannibal Party 12
Erschienen am 30. Oktober 2013.
1. Skainhead – 1969
2. Back To Business – Feel
3. The Void Union – Tobacco
4. Dallax – Dirty Mic
5. JK & The Relays – Timebomb
6. Bologna Ska Jazz Ensemble – Something’s Got an Hold on Me
7. The Resignators – Booze & Tattoos
8. Kriptolites – Aqui Esta Jack
9. Leo & The Lineup – The Bond
10. Mr. Shankly – Villians
11. Suzanne Couch – Nincompoop
12. The Autocratics – Silly Vanquished
13. Soul Radics – The Worst Thing
14. Soul Pains – Come On
15. Orquestra Brasileira de Musica Jamaicana – Deixa A Gira Girar
16. 65 Mines Street – Lovers Lane
17. The Offbeaters – Last Time
18. The Sarah Connors – Running Around
19. Bandy Legs – Whole Again
20. JR. Thomas Meets The Venditions – Face in the Crowd
21. Inspector 7 – They Say
22. Melbourne Ska Orchestra – Best Things in Life

### Skannibal Party 13
Der bisher letzte Teil der Samplerreihe erschien im März 2015.
1. Aggressors BC – True Skin
2. Iao – La Vida Va
3. Branlarians – Wanty & Getty
4. T-Killas – Lust Of Blood And Tears
5. Synergy – Freedom
6. One Step Bus – Joker
7. Port Royal – Cross My Way
8. Arts – Kokoronotobira
9. Rude & The Lickshots – All You Fascists Bound To Lose
10. Deskarats – All In Macau
11. Dilana Meets The Roosterz – No Plain Jane
12. Jah On Slide – King To Me
13. Sandokan & Manicomio Latino – Frio De Ciudad
14. The New Riddim – One Way Street
15. G7 Ska Jazz Band – 7 Syndicater
16. TSF – Voodoo Doll (Featuring Toulouse Skanking Foundation)
17. Jolebalalla – Sweet'n'lovely
18. Barefoot Basement – The Good, The Bad And The Barefoot
19. Indecision – Water
20. Moon Hop – Shoe Shine Man
21. Vieja Skina – Ital